# قطار بنه (سیرجان)
قطار بنه یک روستا در ایران است که در دهستان شریف‌آباد (سیرجان) واقع شده‌است.